# インダストリアル・ソルト
インダストリアル・ソルト (Industrial Salt) は、イングランド・ロンドン出身のロック・グループである。デビューは2005年で、日本で先行デビューしている。

## 略歴
ヘイリー・ボニックが元カジャグーグーのスティーヴ・アスキューからギター・レッスンを受けており、卒業制作用に作っていた楽曲をきっかけに、2003年、バンド・プロジェクトが始まる。その後、オーディションを行い、選ばれたアレックス・スタンプが正式加入する。スティーヴとニック・ベッグスが共同でプロデュースとバンドのサポートメンバーを勤めている（インダストリアル・ソルトの名称は、ヘイリーが宿題をしている際に化学の教科書から見つけたもの）。 
デビュー曲の｢LOOP&LOOP (UNDER THE THUNDER)｣は、ASIAN KUNG-FU GENERATIONの楽曲をカヴァーしたことで知られる（歌詞は英語詞で詞の内容も異なる作品）。
2007年11月、インダストリアル・ソルトの2ndアルバム『Trash Pop』が完成した後に、ギターのヘイリーがバンドから脱退したため、「Myspace」上には新曲が披露されたものの活動休止状態に。公式ウェブサイトも更新されず、ニューアルバムの発売も未定となってしまった。現在、Myspaceも公式ウェブサイトも存在しなくなっている。

## メンバー
- ヘイリー・ボニック (Hayley Bonnick) - ギター、ボーカル
- アレックス・スタンプ (Alex Stamp) - ボーカル、キーボード

## ディスコグラフィ

### アルバム
- 『ア・ポケット・フル・オブ・マグネティック・レターズ』 - A Pocket Full Of Magnetic Letters  (2005年)

### シングル
- 『LOOP&LOOP (UNDER THE THUNDER)』 - Loop & Loop (Under The Thunder) (2005年)
- Sugar Bomb Baby (2005年)

### 参加アルバム
- 『ASIAN KUNG-FU GENERATION presents NANO-MUGEN COMPILATION』 (2005年)

## 関連
- カジャグーグー
- ASIAN KUNG-FU GENERATION （『NANO-MUGEN FES.2005』に参加）